# Jürgen Hähnchen
Jürgen Hähnchen (* 4. Oktober 1941) ist ein ehemaliger deutscher Fußballspieler, der in den 1970er Jahren mit der BSG Lokomotive Bergen in der zweitklassigen DDR-Liga spielte.

## Sportliche Laufbahn
Die Betriebssportgemeinschaft (BSG) Lok Bergen war zwischen 1971 und 1976 bei drei Spielzeiten in der DDR-Liga vertreten. Während dieser Zeit gehörte Jürgen Hähnchen jeweils zum Kader der DDR-Liga-Mannschaft. 1971/72 spielte Lok Bergen als Aufsteiger in der DDR-Liga. Es wurden 22 Ligaspiele ausgetragen, in denen der bereits 30-jährige Stürmer Hähnchen bei jeder Begegnung aufgeboten wurde. Lok Bergen erzielte in dieser Saison 37 Tore, von denen Hähnchen 15 schoss. Er wurde damit nicht nur Torschützenkönig seiner Mannschaft, sondern stand auch an der Spitze der Torschützen der Ligastaffel A. Das Potenzial der BSG Lok Bergen reichte nicht zum Klassenerhalt, sodass der Abstieg in die Bezirksliga Rostock folgte.
Es dauerte zwei Jahre, ehe die Mannschaft 1974 die Bezirksmeisterschaft gewann und damit die Rückkehr in die DDR-Liga schaffte. Maßgeblichen Anteil daran hatte Hähnchen, der mit seinen 31 Toren zum besten Schützen der Bezirksliga wurde. In der Spielzeit 1974/75 schaffte Lok Bergen den Klassenerhalt, daran hatte Hähnchen mit 21 Einsätzen in den 22 Ligaspielen und sechs Toren Anteil. 1975/76 reichte es wieder nicht zum Klassenerhalt. Weit abgeschlagen landete die Lok-Mannschaft mit nur einem Sieg auf dem letzten Tabellenplatz, was auch an der schlechten Torausbeute mit nur 19 Treffern lag. Auch Hähnchen schwächelte mit seinen 34 Jahren und kam nur viermal zum Torerfolg.
Nach dem erneuten Abstieg gelang der BSG Lokomotive Bergen nicht mehr die Rückkehr in den höherklassigen Fußball. Dies trifft auch auf Jürgen Hähnchen zu, der in den drei DDR-Liga-Spielzeiten mit 25 Treffern erfolgreichster Torschütze der BSG Lok war und bei 65 Ligaeinsätzen nur ein Spiel verpasste.